# オガルカヤ属
オガルカヤ属 (Cymbopogon) は、イネ科の属。ユーラシア大陸やオセアニアに分布する約55種（70種 ともされる）が所属する。オガルカヤやレモングラス、コウスイガヤなどを含み、ハーブなどに利用される種もある。

## 概要
葉身は線形で、花は複合花序。草体からは芳香がする。染色体数はx=10, 20, 40, 60。

## 利用
インド原産のレモングラスなどはハーブとして用いられる。シトラスのような香りをもち、葉をそのまま使用したり、乾燥パウダーの形で用いられる。主に茶やスープ、カレーの風味付けとして使用される。ズブロッカに入っているバイソングラスもこの一種である。
またオガルカヤ属の種からとった油などには、抗カビ作用があることも報告されている ため、殺虫剤や虫除けとしても利用される。
また薬用のハーブとして使用されることもあり、ブラジルでは不安をのぞくための民間療法として、レモングラスの茶が利用されている。しかしこれはヒトに効果がないことが研究で明らかになっている。またレモングラスの茶は、接触性皮膚炎 (en) の再発を起こすことすらあるとされる。

## 抗がん作用
2006年に、イスラエルのベングリオン大学 (en) の研究チームが、レモングラスにふくまれるシトラールに、がん細胞のアポトーシス（プログラム細胞死）を誘導する効果があることを発見した。。このため、がん治療に利用されることが期待されている。

## ギャラリー

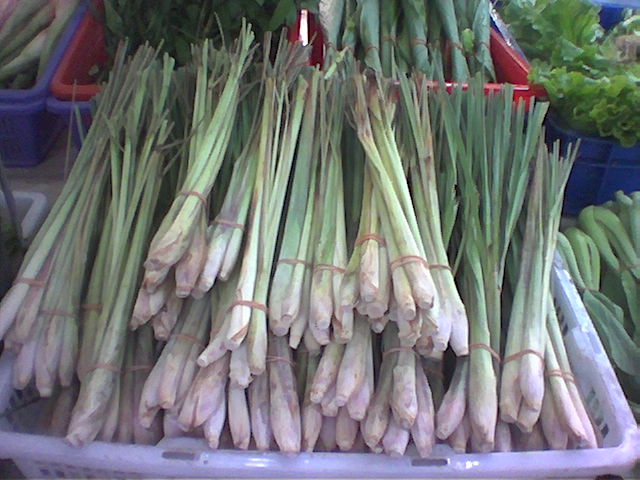
販売されているレモングラス
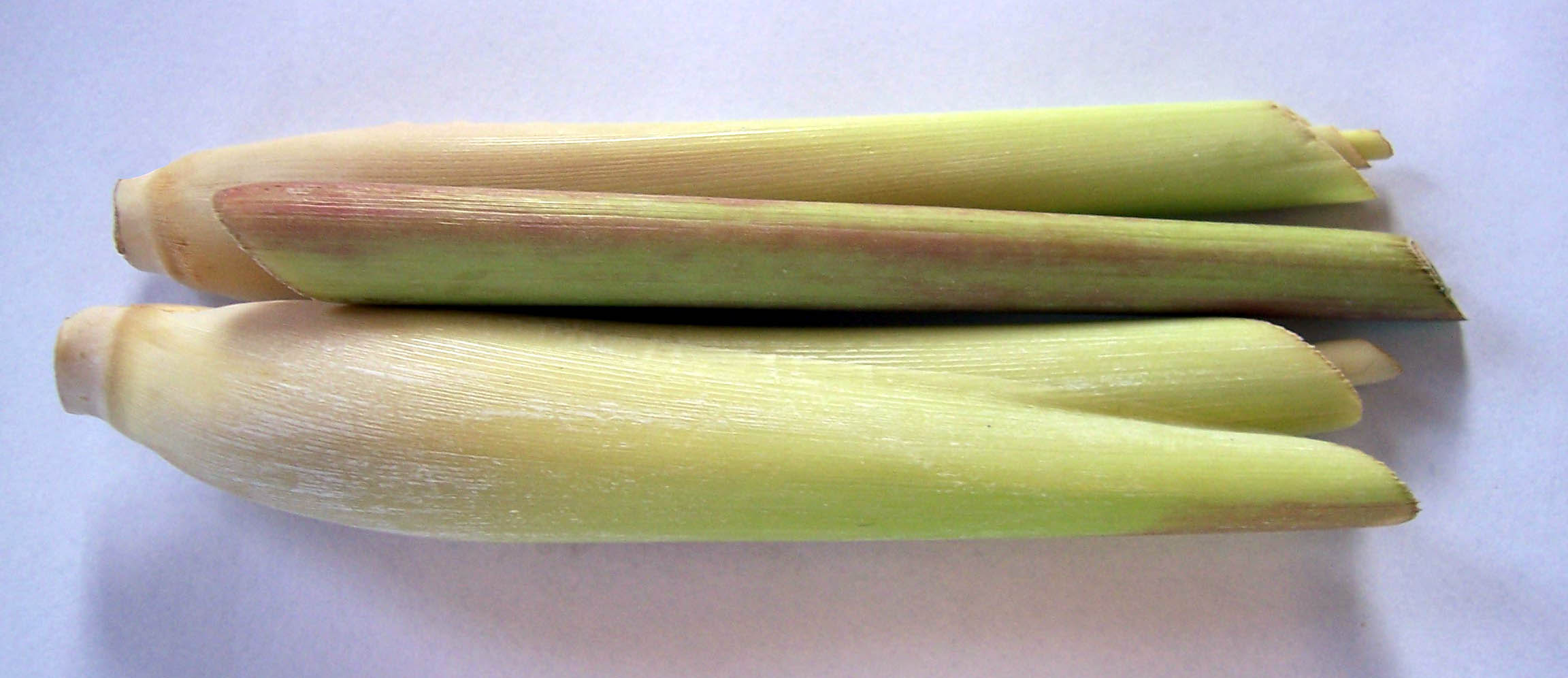
下ごしらえされたレモングラス

## 主要な種
- レモングラス - C. citratus
- パルマロサグラス - C. martini
- コウスイガヤ（シトロネラグラス） - C. nardus
- オガルカヤ - C. tortilis var. goeringii
- ジャワシトロネラソウ - C. winterianus Jowitt